# Motore navale
Il motore navale potrebbe essere anche chiamato motore marino. Tuttavia nell'accezione più comune, nella categoria dei motori marini, rientrano anche quelli destinati alle piccole imbarcazioni e ai natanti (motoscafi, yacht, ecc.). Quindi il motore navale è quel motore o macchina motrice prima, destinato alle grandi imbarcazioni, quindi alle navi.
La maggior parte dei motori navali, sono raggruppabili nelle tre grandi categorie:
1. Motore Diesel 2 tempi o 4 tempi (a combustione interna[1]);
2. Motori a turbina a vapore (TaV) ciclo Rankine (a combustione esterna);
3. Motori a turbina a Gas (TaG) ciclo Brayton-Joule (a combustione interna).

## Storia
Originariamente le prime navi a propulsione meccanica, tramite elica o pale rotanti dell'Ottocento, venivano propulse con macchine a vapore alternative. Questo tipo di macchina nei primi anni del Novecento, fu soppiantata dalle turbine a vapore (TaV) e dai primi motori Diesel. Per questo motivo, non è stata inclusa nell'elenco precedente.
La TaV, sino agli anni 1960, ebbe la meglio, grazie alle grandi potenze sviluppate da suddetti impianti, con la crisi petrolifera le compagnie per abbattere i costi si vedono costrette ad adottare i motori Diesel come propulsione principale avendo un rendimento maggiore rispetto alle concorrenti TaV (circa il 50% Diesel e 35% TaV), inoltre i motori Diesel erano in grado di usare combustibili pesanti, molto economici, cosa che segnò la fine delle TaV. In ogni caso il Diesel, anno dopo anno, progrediva sia per potenze sempre maggiori sia in termini di rendimenti sempre migliori. Sino a quel tempo, i motori Diesel concorrenti erano i 2 Tempi (circa 100 g/min), sovralimentati con pompe di lavaggio meccaniche (Es. FIAT serie 900) o turbocompressori (es. Sulzer con turbocompressori ABB). In ogni caso questi motori avevano le luci di lavaggio e scarico scolpite nel cilindro aperte e chiuse dalla corsa del pistone. Tra gli anni 1960/1970 fecero la comparsa i primi motori Diesel 2T lenti con luci di aspirazione scolpiti alla base del cilindro (collegate al collettore di lavaggio) e valvola di scarico in testa a comando idraulico (Tipo Sulzer). Questa nuova configurazione portò tali motori a rendimenti del 50%, soppiantando progressivamente le TaV. Questa nuova tipologia di motori permetteva una maggiore semplicità costruttiva e conseguentemente una grande affidabilità (messa in dubbio forse soltanto nella configurazione a "doppio effetto", in seguito abbandonata a causa d'incendi anche devastanti).

## Motori navali oggi
Al giorno d'oggi sono comunemente utilizzati motori sia a quattro sia a due tempi. Infatti per le navi cargo si prediligono spesso motori a due tempi che sono più rumorosi, producono più vibrazioni e sono più ingombranti dei motori quattro tempi ma nel contempo risultano anche avere dei costi di gestione più limitati grazie a consumi inferiori e manutenzione periodica di minor rilievo. D'altro canto, per le navi adibite a trasporto passeggeri o trasporto misto (es: alcune Ro-Ro pax impiegate su lunghe tratte) si utilizzano motori a quattro tempi che permettono un comfort maggiore e un ingombro minore, gli aspetti negativi di questi motori sono rappresentati da costi di gestione più elevati e manutenzione più frequente e impegnativa. Negli ultimi anni si assiste a un forte rinnovamento relativo a diverse caratteristiche del motore a due tempi, che però non perde le sue caratteristiche essenziali: semplice e gestibile con risorse relativamente modeste. I motori Diesel 2T permettono consumi specifici dell'ordine dei 180 g/kWh, collegamento diretto asse elica/motore, senza l'interposizione di riduttori di velocità che dissipano energia meccanica di propulsione. Tuttavia il motore Diesel 2T lento di grande potenza (fino a 98 MW), il Sulzer Wartsila RTA96 presenta l'inconveniente di svilupparsi in verticale sino a 12 metri, oltre 6 o 7 metri del case engine della sala macchine per un ingombro totale di oltre 20 m. Motivo per il quale esso trova naturale collocazione a bordo di petroliere e portacontainer. Invece nelle navi passeggere, traghetti, RoRo, Supply ed altre navi similari, comporta problemi di continuità dei ponti da prua a poppa, eliminazione delle cabine/piscine/discoteche e altri locali caratteristici delle navi passeggere, specie a poppa (in questo caso si impongono i motori pluricilindrici a "V" sino a 18 cilindri tipo Wartsila ZA46S e similari).